# Лбовцы
Лбовцы (лесные братья) — соратники известного экспроприатора Александра Лбова, активного участника революции 1905—1907 годов в Прикамье.
В его отрядах были социал-демократы, социалисты-революционеры, анархисты и беспартийные, не ладившие с властями, сам он себя ни к какой партии не относил. Конкретной стратегической цели, кроме оборонительных действий и поддержки рабочих выступлений, своим отрядам Лбов не ставил. Он был сторонником революционной стихии и считал, что восстание должно быть делом рук народа, а не партийных усилий. Когда же оно вспыхнет, то у него должны быть деньги, оружие и подготовленные бойцы. Подготовкой такого своеобразного революционного фонда он и занимался. У Лбова имелись осведомители и доверенные лица в Мотовилихе, Перми, Надеждинске и многих других населённых пунктах, где оперировали лбовцы.
Типичный лбовец был одет во всё чёрное: рубашку, плащ, штаны, пояс, картуз, сапоги или ботинки, чтобы в тёмное время суток его трудно было заметить. Лбовцы пользовались гримом для изменения внешности, писали шифром, вводили пароли, отзывы и явки. Сам Лбов был умелым кулачным и палочным бойцом, хорошим стрелком. Продукты питания: мука, баранки, солёное мясо и рыба, кусковой сахар, масло, сухари и другие продукты приобретались для отряда десятками пудов. Мука раздавалась по частным домам, где хозяйки за деньги пекли лесным братьям хлеб. Когда лбовщина была подавлена, продовольственные запасы не раз находили на покосах и в лесу.
Террор лбовцев никогда не был средством политической борьбы, но всегда был ответом на враждебные действия в отношении революционеров и рабочих. Лесные братья не убивали и не преследовали черносотенцев только за то, что они черносотенцы, но могли убить своего за предательство и откровенный криминал, что не раз случалось. Общее количество жертв (погибших) с обеих сторон за два года борьбы (1906-08) исчислялось десятками.

## Отображение в художественной литературе
- Берёзкин C. Лбовцы // Прошлое и настоящее. № 24. Герои нашего времени. Вып. 1. С-Пб.: "Столичное издательство",  1908. С. 1-32
- Гайдар А. П. «Жизнь ни во что (Лбовщина)» (1926)
- Гайдар А. П. «Лесные братья (Давыдовщина)» (1927)
- Гинц С., Назаровский Б. Аркадий Гайдар на Урале. — Пермь, 1968.
- Голдин В. Лбов и его команда. Историческое повествование. — Екатеринбург: "Раритет", 2015.
- Кудрин А. В. История в литературе и литература в истории в повести А.Гайдара "Лесные братья" // Вещь. — 2022. — № 26. — С. 96-108.
- Кудрин А. В. Лбовщина до «Лбовщины» (досоветская художественная литература о пермских «лесных братьях») // Вещь. — 2013. — № 7. — С. 98-111. С. 98-104, С. 104—111
- Кудрин А. В.  Метаморфозы исторической реальности в повести Аркадия Гайдара «Жизнь ни во что» // Вещь. — 2013. — № 8. — С. 79-94. С. 79-87, С. 87-94
- Морозова В. А. Клавдичка. — Москва: "Детская литература", 1974. Первое издание вышло в 1966 году
- Никонов Б. П. Гражданское мужество. Ежемесячные литературные и популярно-научные приложения к журналу «Нива» на 1908 г. — Т. 2, № 7. — С. 393—406.
- Орловец П. Лесные братья. «Три героя». Лбов, Савицкий и Азеф (сенсационный роман в 2-х частях). — N.Y. Brooklyn, 7. Книжный магазин Kersha
- Осинский В. Атаман Лбов — «Гроза Урала» (Роман из жизни современной вольницы и подвижников). Выпуск I. Лбов в Финляндии (среди петербургских дачников). — СПб.: Дачный курьер, 1908